# Othmar Appenzeller
Othmar Appenzeller (* 20. November 1610 in St. Gallen; † 14. Januar 1687 ebenda) war ein Bürgermeister von St. Gallen (Schweiz).  

## Leben
Othmar Appenzeller wurde als Sohn des Hans Appenzeller, Zunftmeister, geboren.
Er war Hutmacher und Angehöriger der Schneiderzunft. Als Elfer war er von 1639 bis 1645 Mitglied des Grossen Rats und als Zunft- und Altzunftmeister von 1646 bis 1654 Mitglied des Kleinen Rats in St. Gallen.
In der Zeit von 1664 bis 1687 war er im Wechsel mit Hans Joachim Haltmeyer, Friedrich Buchmann und Joachim Kunkler (gewählt 1670) im Dreijahresturnus Amtsbürgermeister, Altbürgermeister und Reichsvogt.
Othmar Appenzeller war seit 1632 in erster Ehe mit Katharina, Tochter des Heinrich Ritter und seit 1645 in zweiter Ehe mit Elisabeth, Tochter des Jacob Hildebrand, Stadtrichter, verheiratet.

## Schriften
- Andreas Gryphius; Joachim Kunkler; Otthmar Appenzeller; Hans Joachim Haltmeyer; Jacob Hochreutiner; Jakob Redinger: Der Sterbende Aemilius Paulus Papinianus Trauer-Spil. Von einer Jungen Burgerschafft der Statt St. Gallen etliche mahl auff offentlichem Schau-Platz gehalten/ Im Herbstmonat deß 1680. Jahrs. St. Gallen Hochreutiner Redinger 1681.
- Johann Heinrich Heidegger; Leonhard Laurenz Högger; Joachim Kunkler; Othmar Appenzeller; Johann Joachim Haltmeyer; Kaspar Kuntze; Tobias Schobinger; Sebastian Högger; Georg Högger; Johannes Spengler; Beat Ludwig Thormann; Conrad Locher; Johann Heinrich Erni; Jakob Hofmann; Christoph Mittelholzer; Bartholomaeus Wegelinus; Sebastian Hoegger; Sebastian Giller; Christian Huber: Disputatio Textualis Ad Ezechiel. XXXIII. II. De Misericordia Dei Erga Peccatorem Poenitentem. Zürich 1781.